# Casa Fuset
La Casa Fuset, que també es anomenada Casa de Franco o Casa del Pànic, és un edifici abandonat que es troba parcialment en ruïnes, està situat en la zona muntanyenca del Moquinal en el municipi de San Cristóbal de La Laguna (Tenerife, Espanya). La casa és coneguda principalment perquè segons la creença popular en ell es va allotjar el dictador Francisco Franco i per ser usada com a refugi per l'assassí i criminal Dámaso Rodríguez Martín.

## Història

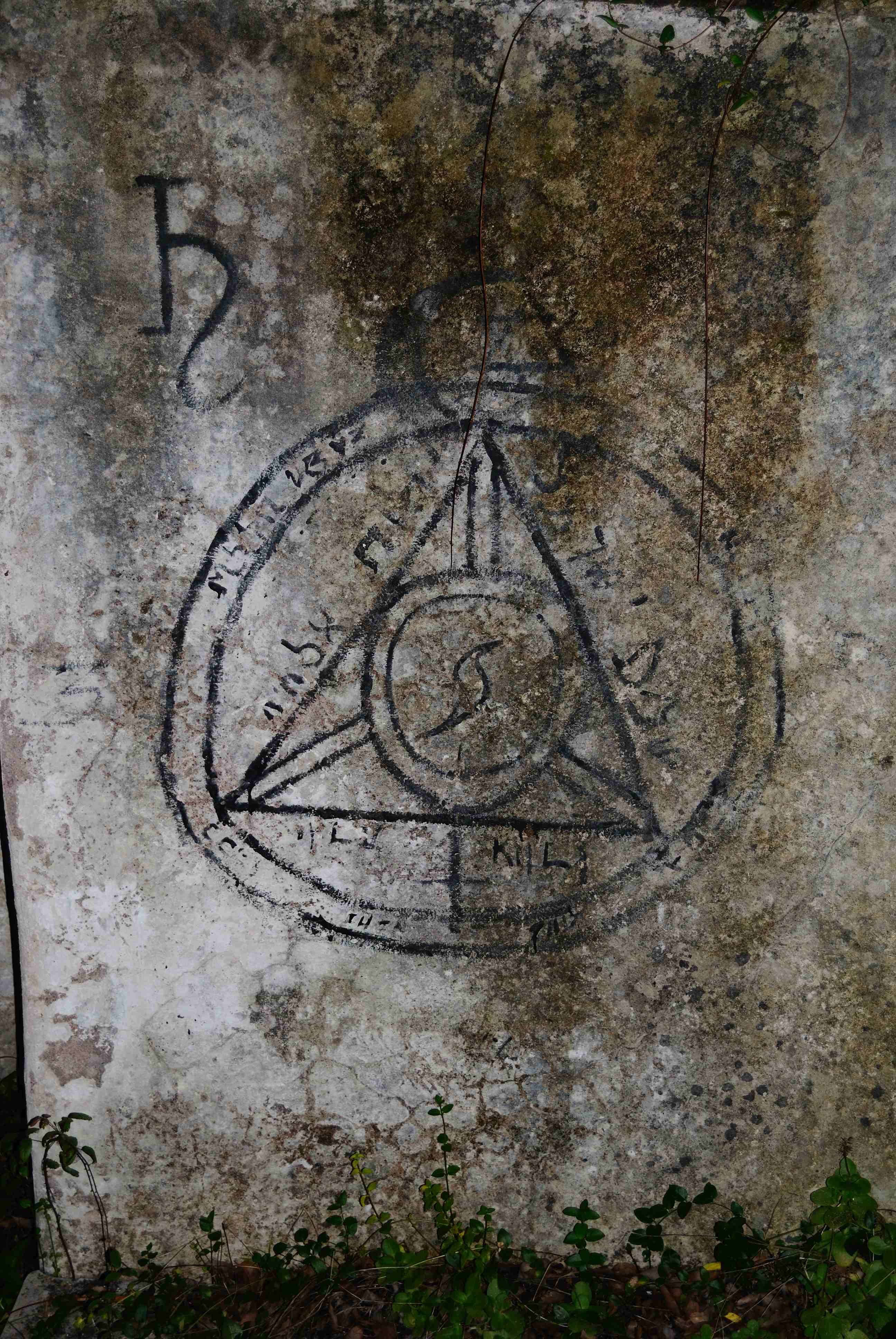
Símbol màgic pintat a la casa.

Els terrenys on se situa l'inmoble,  el qual està situat en una zona boscosa i difícilment accessible que està situada en el massís de Anaga (concretament en El Moquinal) va pertànyer a Benito Pérez Armas, que era un conegut polític, periodista i literat canari, el qual es va casar en 1914 amb Elena González de Mesa la família de la qual era propietària de les terres dels voltants de la casa des del segle xviii . Després de la mort de Pérez Armas, el lloc va passar com a propietat a Lorenzo Martínez Fuset (de qui prendria el nom l'immoble), d'origen andalús, el qual va viure a Santa Cruz de Tenerife des de 1921 a 1922. En 1927, Fuset es va casar amb la filla de Benito Pérez Armas. La casa seria construïda en els anys 40.
L'edifici va estar habitat fins als anys 80, essent abandonat, deteriorant-se amb el pas del temps fins a arribar a l'estat ruïnós actual.
En 1991 en la zona on se situa la Casa Fuset es va amagar l'assassí Dámaso Rodríguez Martín (sobrenomenat "El Bruixot") en el transcurs de la seva fugida de la presó Tenerife II. Aquest criminal va morir durant la persecució policial de la qual va ser objecte, si bé habitualment es pensa que va morir a la casa, aquest fet no és cert.

## En la cultura popular

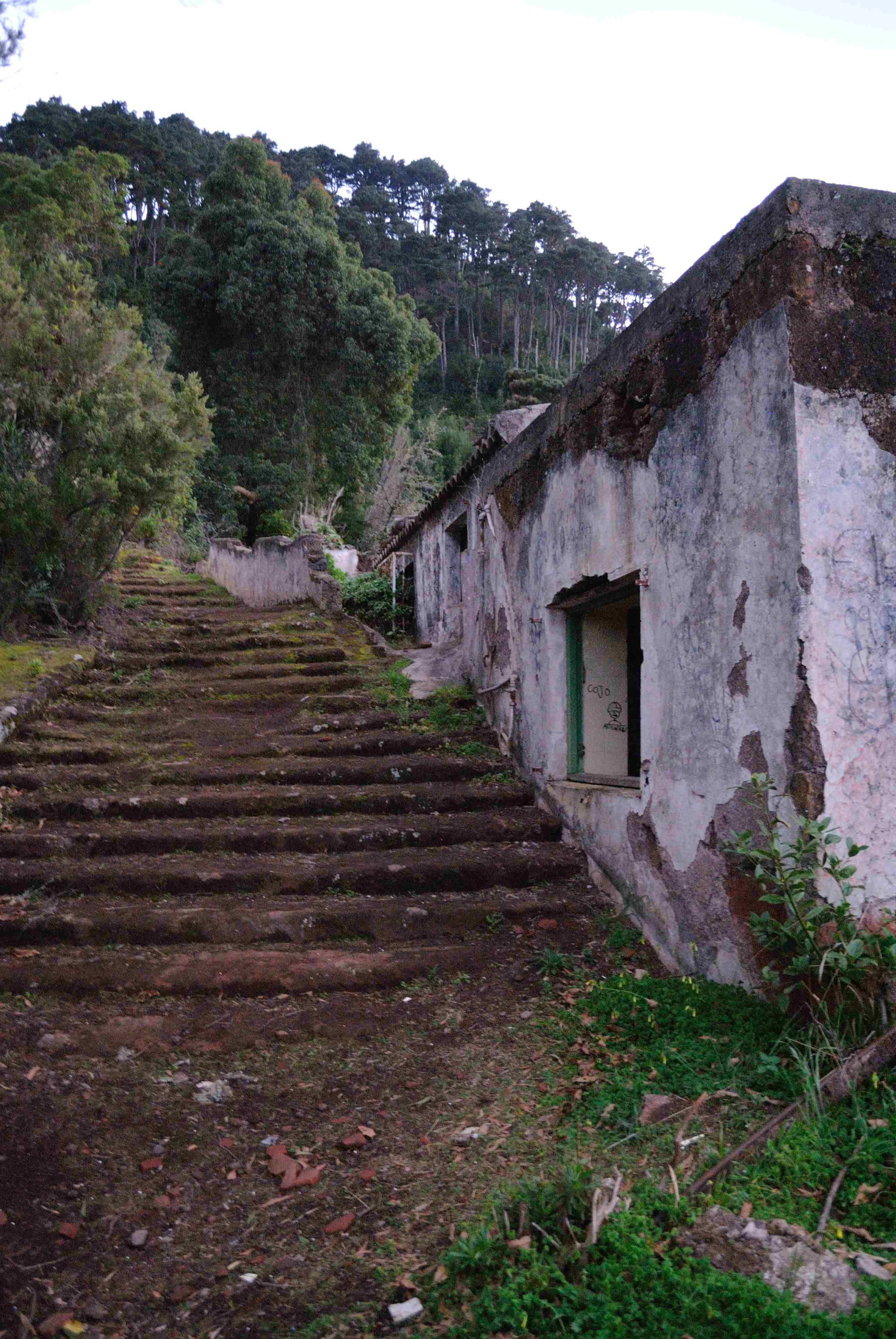
Escales laterals de la casa.

Popularment es creu que la Casa Fuset va ser visitada per Francisco Franco durant l'estada d'aquest i la seva família a Tenerife i fins i tot que el dictador hi va viure durant un periode. Si bé no és pas veritat, degut entre altres coses al fet que la casa va ser construïda a la dècada dels 40, és a dir, una època posterior a l'estada de Franco a l'illa. El que sí que és cert, és que Lorenzo Martínez Fuset va entaular amistat amb la Família Franco durant la seva estada a Tenerife i de fet, a Fuset li seria encomanada la custòdia i protecció de la dona del dictador, Carmen Polo i la seva filla mentre Franco iniciava la revolta en la Península.
La Casa Fuset ha estat sovint vinculada amb fenòmens paranormals. En l'immoble ruinós abunden símbols cabalístics i satànics pintats a les parets. Els partidaris dels fets paranormals asseguren que a la casa es realitzen rituals satànics, que se senten trets en la nit i que s'obtenen psicofonías en ella.
La casa va sortir en un dels episodis del programa televisiu espanyol Quart Mil·lenni i del radiofònic Mil·lenni 3.